# 纽黑文绿地
纽黑文绿地（英語：New Haven Green）是美国康乃狄克州纽黑文市中心一块私人拥有的公园和休闲区，占地16英亩 (65,000平方米)，周围由学院街、礼拜堂街、教堂街和榆树街环绕， 圣殿街（Temple Street）将绿地分割为上部（西北部）和下部（东南部）两半。纽黑文绿地是许多公共活动的举办地点，例如艺术和思想节（Festival of Arts and Ideas）、纽黑文爵士音乐节和古典音乐会，吸引成千上万的人。1970年12月30日，纽黑文绿地历史地区被指定为国家历史地标区。

## 在绿地上
位于上绿地是三座19世纪初的古老教堂，反映该市政教合一的根源：
- 绿地联合教会（United Church on the Green），属于联合基督教会 / 公理会，联邦风格，建于1814年[5]。
- 绿地中央堂（Center Church of the Green）[6]或第一基督教会（The First Church of Christ），属于联合基督教会 / 公理会，建于1639年，乔治王风格，建于1812年。
- 绿地三一堂，属于美国圣公会，堂会成立于1752年，目前的教堂建于1816年，哥特复兴风格[7]。

## 参考

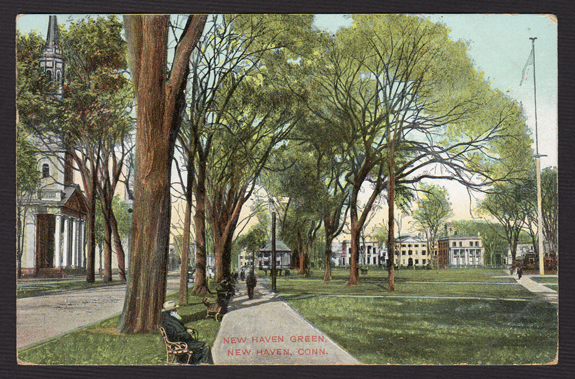
1910年明信片

## 绿地周围
环绕绿地周围，是市政，商业和大学的建筑。